# Abiramam
Abiramam là một thị xã panchayat trong quận Ramanathapuram trong bang Tamil Nadu của Ấn Độ.

## Địa lý
Abiramam có vị trí 9°28′B 78°27′Đ / 9,47°B 78,45°Đ Nó có độ cao trung bình là 41 mét (134 foot).

## Nhân khẩu
Theo điều tra dân số năm 2001 của Ấn ĐộẤn Độ, Abiramam có dân số 6636 người. Phái nam chiếm 49% tổng số dân và phái nữ chiếm 51%. Abiramam có tỷ lệ 78% biết đọc biết viết, cao hơn tỷ lệ trung bình toàn quốc là 59,5%: tỷ lệ cho phái nam là 85%, và tỷ lệ cho phái nữ là 71%. Tại Abiramam, 10% dân số nhỏ hơn 6 tuổi.